# Taça Ribeiro dos Reis
La Taça Ribeiro dos Reis fu una competizione calcistica portoghese esistita dal 1961 al 1971 e organizzata dalla FPF.
Era disputata dalle formazioni di Primeira e Segunda Divisão al termine dei campionati. Fu intitolata al giornalista António Ribeiro dos Reis, ex-membro del comitato arbitrale della FIFA nonché giocatore ed allenatore del Benfica e commissario tecnico della Nazionale portoghese.
Il Seixal, il Beira-Mar e l'Espinho sono gli unici club appartenenti alla Segunda Divisão ad aver vinto la coppa.

## Albo d'oro
| Stagione  | Vincitore       | Punteggio | Finalista       |
| --------- | --------------- | --------- | --------------- |
| 1961-1962 | Seixal          | 4 - 2     | Vila Real       |
| 1962-1963 | Vitória Setúbal | 2 - 1     | Torreense       |
| 1963-1964 | Benfica         | 2 - 1     | Leixões         |
| 1964-1965 | Beira-Mar       | 3 - 1     | Alhandra        |
| 1965-1966 | Benfica         | 9 - 2     | Penafiel        |
| 1966-1967 | Espinho         | 1 - 0     | Vitória Setúbal |
| 1967-1968 | Barreirense     | 2 - 0     | Leixões         |
| 1968-1969 | Vitória Setúbal | 1 - 0     | Peniche         |
| 1969-1970 | Vitória Setúbal | 2 - 1     | Académica       |
| 1970-1971 | Benfica         | 3 - 1     | Braga           |

## Vittorie per club
| Club            | Vittorie | Secondi posti |
| --------------- | -------- | ------------- |
| Vitória Setúbal | 3        | 1             |
| Benfica         | 3        | 0             |
| Seixal          | 1        | 0             |
| Beira-Mar       | 1        | 0             |
| Espinho         | 1        | 0             |
| Barreirense     | 1        | 0             |
| Leixões         | 0        | 2             |
| Vila Real       | 0        | 1             |
| Torreense       | 0        | 1             |
| Alhandra        | 0        | 1             |
| Penafiel        | 0        | 1             |
| Peniche         | 0        | 1             |
| Académica       | 0        | 1             |
| Braga           | 0        | 1             |